# Храм Покрова Пресвятой Богородицы (Батайск)
Храм Покрова Пресвятой Богородицы ― православный храм в городе Батайск, Ростовская область, Россия. Относится к Ростовской и Новочеркасской епархии.
Адрес: Ростовская область, город Батайск, улица Речная, 99. На этом же месте находится автобусная остановка общественного транспорта города.

## История
Впервые о храме Покрова Пресвятой Богородицы упоминается в бумагах князя Потемкина-Таврического 1857 года: «село Батайское ― селение у речки Койсуга. По обе стороны большой дороги из города Ростова в город Азов. В селе церковь деревянная Покрова Пресвятой Богородицы. Церковная земля на суходоле. Однодворцы на казенном оброке промышляют хлебопашеством и скотоводством, женщины ведут полевые работы, прядут шерсть, лен, ткут холсты для себя и на продажу, зажитка срественного».
По немногочисленным дошедшим до нашего времени письменным источникам можно утверждать, что Церковь Покровская в начале XX века находилась на территории, где сейчас располагается лицей № 10. Перед началом Великой Отечественной войны служил архимандрит Мисаил; в 1937 году храм был разрушен и на его месте было начато строительство школы.
После окончания войны Покровский молитвенный дом был открыт на ул. Островского, 31, в неприспособленном помещении. В 1968 году в молитвенном доме был совершен поджог, и дом полностью выгорел.
Отстроить новый храм на месте сгоревшего дома не удалось. На общественные средства был приобретен другой участок земли с полуразрушенным домом, где в последующем и был возведен новый деревянный храм. Строительство новой церкви осуществлялось в период с 1970 по 1973 год. В дальнейшем проводились работы по его благоустройству.
В 1994 году была построена звонница. В сентябре 1998 года устроено купольное сооружение, установлены центральные позолоченные купол и крест. Появилась крытая галерея, веранда, трапезная, классы воскресной школы, служебные помещения, ограда. Было благоустроено и внутреннее убранство храма, выполнен художественный орнамент. Убранство, иконостас, резьбу, золото по резьбе выполнили мастера табачной фабрики и художники из Ростовского училища имени Грекова.
Строительство и благоустройство храма проводилось при помощи верующих и на их добровольные пожертвования. В настоящее время церковь занимается благотворительной деятельностью, включая обучение детей в воскресной школе. Принимает церковь активное участие и в делах города.